# Nadim Jarrar
Nadim Jarrar (* 1980 in München) ist ein deutscher Schauspieler.

## Leben
Jarrar wurde als Sohn eines Palästinensers und einer Deutschen in München geboren. Er begann als Schauspieler mit Straßentheater bei der Commedia dell arte-Gruppe in München. 2005/2006 spielte er in mehreren Produktionen am FestSpielHaus in München-Neuperlach.
Jarrar absolvierte von 2006 bis 2010 sein Schauspielstudium an der Hochschule der Künste Bern (Schweiz). Im April/Mai 2010 spielte er die Rolle des Soldaten in dem Stück Für eine bessere Welt von Roland Schimmelpfennig am Tojo Theater (Theater in der Reithalle Bern) in Bern. 2010 schrieb er mit Robert Baranowski (»Die reinste Liebeskunst«, 3. Viesener Theaterfrühling 2011) und Ralph Engelmann das Stück Die Lageristen; mit diesem Stück trat er beim Strip by Strip-Festival in Bern und beim Theatertreffen in Priština (Kosovo) auf. 2011 spielte er im Kinder- und Jugendtheater „Dschungel Wien“ den Hagen in der Produktion Die Nibelungensaga.
2011 gab er, an der Seite von Ilja Richter, sein Debüt am Alten Schauspielhaus Stuttgart mit der Hauptrolle des Mahmoud in dem Drama 16 Verletzte von Eliam Kraiem. 2011 erhielt er für seine Darstellung des Mahmoud den Nachwuchsförderpreis des Alten Schauspielhauses Stuttgart. 2013 wirkte er in Berlin in mehreren Theaterproduktion des Volkstheater-Kollektivs Heimathafen Neukölln mit. 2013 gastierte er am Walhalla-Theater in Wiesbaden als Sultan Saladin in Nathan der Weise.
2013/14 spielte er bei der Volksbühne Basel unter der Regie von Anina Jendreyko den Grafen Paris in der Produktion Selam Habibi: Die ganz vorzügliche und höchst beklagenswerte Geschichte von Romeo und Julia. Mit dieser Produktion gastierte er auch am Theater Chur (Mai 2013) und beim Heimathafen Neukölln (März 2014). Im April 2015 war Jarrar mit dieser Produktion auch auf einer Gastspielreise in Dohuk in der Autonomen Region Kurdistan im Nordirak.
2014 entwickelte er gemeinsam mit der Regisseurin Anina Jendreyko in Abchasien ein Theaterstück mit Jugendlichen aus Georgien und Abchasien; Ziel war es dabei, den dort herrschenden „eingefrorenen Konflikt“ mit Mitteln des Theaters aufzubrechen. Im Sommer 2014 spielte er den Vetter in Good Old Jedermann bei den Hoftheatertagen Viesen. 2014/15 spielte er, erneut unter der Regie von Anina Jendreyko,  bei der Volksbühne Basel in dem Stück Söhne; er verkörperte den palästinensischen Schriftsteller Jean, der auf Deutsch Bücher schreibt.
2014/15 spielte er am Walhalla-Theater in Wiesbaden die Titelrolle in Shakespeares Tragödie Othello. In der Spielzeit 2015/16 trat er am Schlachthaus Theater Bern in dem Stück Kosovo für Dummies „Kosovo for Dummies“ des Textautors und Dramaturgen Jeton Neziraj auf. Weitere Theaterengagements hatte er 2019 an der Komödie im Bayerischen Hof in München und am Deutschen Theater Berlin.
Jarrar wirkte in einigen Kurzfilmen mit. Im Luzerner Tatort: Kleine Prinzen (Erstausstrahlung: März 2016) war Jarrar in seiner ersten größeren Fernsehrolle zu sehen; er spielte den arabischen Prinzen und Minister Ali Al-Numi. In der 24. Staffel der ZDF-Serie Die Rosenheim-Cops (2024) übernahm er eine Episodenrolle als tatverdächtiger Bruder eines ermordeten Rosenheimer Destillerie-Inhabers.
Jarrar lebt in Berlin.

## Filmografie
- 2013: Stillstand (Kurzfilm)
- 2014: Nachtschatten (Kurzfilm)
- 2015: Shaytan (Kurzfilm)
- 2016: Tatort: Kleine Prinzen (Fernsehreihe)
- 2021: SOKO Wismar: Tod einer Notärztin (Fernsehserie, eine Folge)
- 2022: Gute Zeiten, schlechte Zeiten (Fernsehserie, 7 Folgen)
- 2024: Die Rosenheim-Cops: Ganz schön vermessen (Fernsehserie, eine Folge)